# Ataque contra Omdurman e Cartum em 2008
Ataque contra Omdurman e Cartum em 2008 ocorreu em maio de 2008 quando o Movimento Justiça e Igualdade (MJI), um grupo rebelde formado por minorias étnicas de Darfur, realizou um raide  contra o governo sudanês nas cidades de Omdurman e Cartum.
Do ponto de vista do governo, o ataque ocorreu em um único dia, 10 de maio de 2008, enquanto o MJI reivindicou que ocorreram combates pesados em partes da área metropolitana de Cartum até 11 de maio. Mais de 220 pessoas foram mortas no ataque, incluindo um piloto russo, e diversos foram posteriormente condenados à morte.
Foi a primeira vez que a Guerra do Darfur, anteriormente confinada ao oeste do Sudão, chegou à capital do país. No geral, a guerra ceifou a vida de até 300.000 pessoas, com 2,5 milhões a mais de desabrigados desde 2003 (os Estados Unidos classificaram a situação em Darfur como um genocídio, uma acusação que o governo sudanês rejeitou).  Apesar de décadas de guerra no sul do Sudão, Cartum não tinha experimentado qualquer combate de rua desde 1976.

## Impacto nas relações entre Chade e Sudão
O Sudão acusou seu vizinho Chade de fornecer refúgio e munição aos rebeldes ("forças basicamente chadianas") e o governo sudanês anunciou que os rebeldes estavam se movendo sobre a fronteira do Chade para a região de Darfur, que é o epicentro do conflito entre rebeldes darfurianos e os militantes pró-governo Janjaweed; os rebeldes então se deslocaram por cerca de 600 km (370 milhas) do deserto e matagal de Darfur para a área metropolitana de Cartum. O Chade negou as acusações, mas o Sudão cortou imediatamente as relações com o Chade pela primeira vez desde que um pacto de não agressão foi assinado entre os governos dos dois países em meados de março.